# Stygmaty

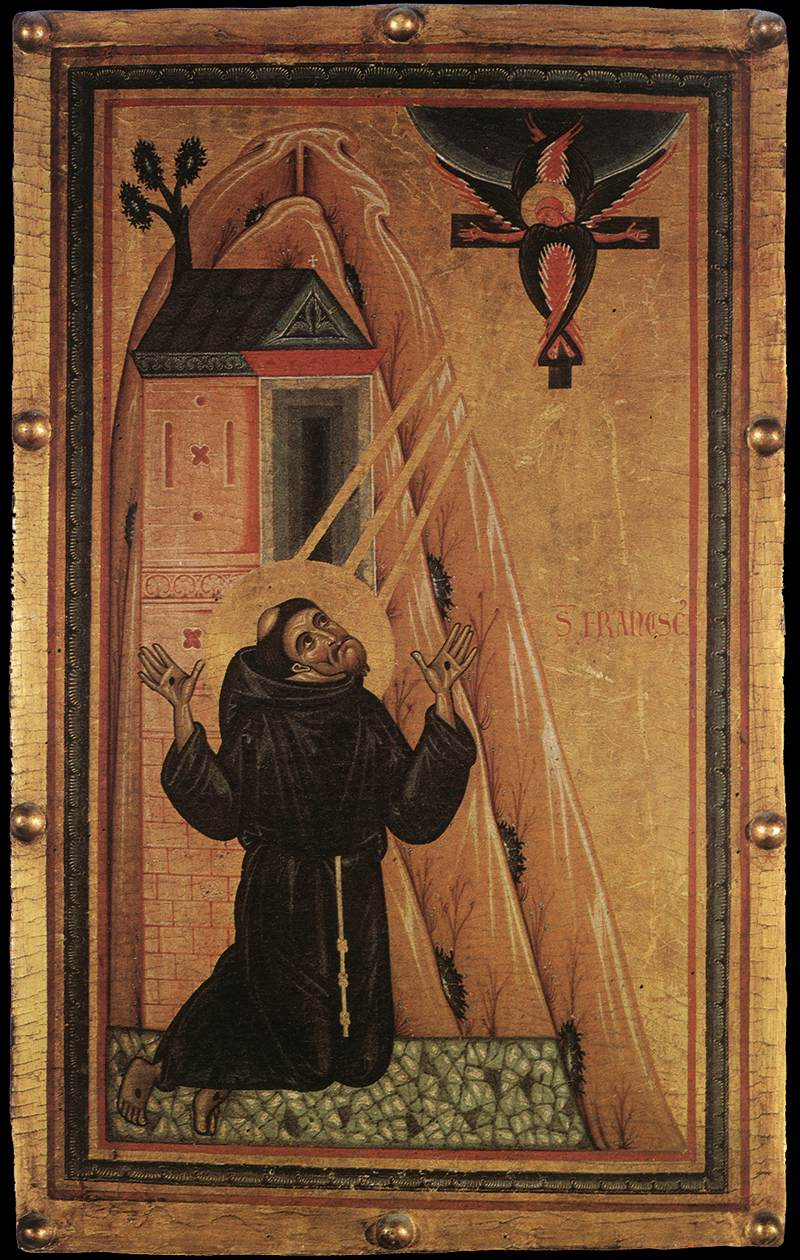
Stygmaty u św. Franciszka z Asyżu

Stygmaty (gr. στίγμα dpn. στίγματος 'znamię, piętno') – rany będące w niektórych religiach symbolem szczególnego związku z Bogiem. Zjawisko znane np. z wierzeń chrześcijańskich (rany odpowiadające ranom Chrystusa na czole, dłoniach, stopach i boku) i islamskich (rany odpowiadające ranom Mahometa odniesionym przez niego podczas bitew). Człowiek, którego rany przedstawia się jako stygmaty, jest nazywany stygmatykiem.
Stygmatykami byli między innymi św. Franciszek z Asyżu oraz św. Pio z Pietrelciny. Według wierzeń rany takie mogą cały czas krwawić, nie goją się, ale także nie ropieją mimo braku sterylności, a po śmierci stygmatyka często brak potwierdzenia ich istnienia. Stygmaty były przyczyną wielu kontrowersji, głównie dotyczących ich autentyczności oraz możliwości kontrolowania przez naznaczonego.
Zgodnie z przekazem biblijnym uczniowie Chrystusa zostali naznaczeni stygmatem Ducha Świętego, objawiającym się jako umiejętność komunikacji w dowolnym języku, przedstawianym również jako język ognia ponad głową naznaczonego.
Większość stygmatyków (około 90%) to kobiety.

## Lista stygmatyków
Niektórzy mistycy, święci i błogosławieni, którzy mieli widoczne lub ukryte stygmaty:
- św. Franciszek z Asyżu
- św. Lutgarda
- św. Małgorzata z Kortony
- św. Gertruda Wielka
- św. Klara z Montefalco
- św. Aniela z Foligno
- św. Katarzyna ze Sieny
- św. Lidwina
- św. Franciszka Rzymianka
- św. Koleta Boylet
- św. Ryta z Cascii
- bł. Hosanna z Mantui
- św. Małgorzata Węgierska
- bł. Mechtylda z Hackeborn
- bł. Klara z Rimini
- bł. Dorota z Mątowów
- św. Katarzyna z Genui
- św. Teresa z Ávili
- św. Katarzyna del Ricci
- św. Maria Magdalena de’ Pazzi
- św. Jan Boży
- św. Jan od Krzyża
- św. Alfons Rodriquez
- św. Małgorzata Maria Alacoque
- św. Weronika Giuliani
- bł. Anna Katarzyna Emmerich
- św. Gemma Galgani
- Maria Marta Chambon
- Maria Józefa Menéndez
- św. Faustyna Kowalska
- Adrienne von Speyr
- bł. Aleksandra Maria da Costa
- Teresa Neumann
- Maríe Julie Jahenny
- św. Pio z Pietrelciny
- św. Łucja z Narni
- Marta Robin
- bł. Agnieszka Galand
- bł. Katarzyna z Racconigi
- Katarzyna Szymon
- Teresa Helena Higginson
- św. Filip Neri
- Jadwiga Bartel
- Frank Iero

Za stygmatyka uważany jest św. Paweł Apostoł

## Krytyka
- Wbrew powszechnej opinii i klasycznym przedstawieniom Ukrzyżowania, starożytni Rzymianie nie wbijali gwoździ w dłonie, ale w nadgarstki[6].
- W historii znane są przypadki ewidentnie fałszywych stygmatów (Magdalena de la Cruz; Maria de la Visitacion; Palma Maria Matarelli; Gigliola Giorgini). W innych przypadkach nie udowodniono oszustwa, ale wzbudzały one wśród sceptyków wątpliwości, co do ich autentyczności (np.: św. Pio z Pietrelciny, Teresa Neumann, Lilian Bernas).
- Badacze tacy jak Ian Wilson czy Joe Nickell zaobserwowali, że w swym wyglądzie i lokalizacji stygmaty u różnych osób często się nie pokrywają[7].

## Badania naukowe
Istnieją badania naukowe, które wskazują, że stygmaty mogą mieć podłoże histeryczne lub mogą być związane z zaburzeniem dysocjacyjnym tożsamości, wskazują zwłaszcza na istnienie związku pomiędzy stosowaniem głodówek (rygorystycznych postów), dysocjacyjnymi stanami psychicznymi a samookaleczeniem w kontekście wiary religijnej. Przypadki jadłowstrętu psychicznego (Anorexia nervosa) występującego wraz z zaburzeniem obsesyjno-kompulsywnym czasami prowadzą do samookaleczenia podobnego w swoich skutkach do stygmatów. Związek pomiędzy głodem i samookaleczeniami odnotowano wśród jeńców wojennych oraz podczas klęsk głodu. Psychoanalityczne studium stygmatyczki Therese Neumann sugeruje, że jej stygmaty były wynikiem stresu pourazowego objawiającego się nieuświadomionymi aktami samookaleczenia i wynikającymi z nadmiernej podatności na autosugestię.
W swojej książce „Stigmata: A Medieval Phenomenon in a Modern Age” („Stygmaty – średniowieczny fenomen naszych czasów”) Ted Harrison sugeruje, że istnieje więcej niż jeden mechanizm prowadzący do pojawienia się stygmatów. Badając współczesne przypadki stygmatów, Harrison wyklucza ich nadprzyrodzone pochodzenie. Stwierdza jednak, że rany pochodzenia naturalnego niekoniecznie są oszustwem. Niektórzy stygmatycy naznaczają się sami, chcąc w ten sposób uczestniczyć w cierpieniu Chrystusa – w takich przypadkach stygmatyzacja jest formą pobożności. Inni ranią się przypadkowo i ich znaki zostają rozpoznane przez świadków jako stygmaty. Często rany takie powodują głębokie i autentyczne przeżycia religijne. Pojawianie się stygmatów często zbiegało się w czasie z niepokojami w Kościele katolickim związanymi z kwestiami władzy. Znaczący był nie tyle fakt, że stygmatykami byli głównie mężczyźni, ale że były to osoby niewyświęcone. Posiadanie stygmatów dawało im bezpośredni dostęp do Ciała Chrystusa, bez konieczności pośrednictwa Kościoła i uczestniczenia w Eucharystii. Dopiero w ostatnim stuleciu pojawili się stygmatycy-kapłani.
Z zapisów dolegliwości fizycznych i objawów występujących u św. Franciszka, dr Edward Hartung wywnioskował w 1935 r., z jakimi problemami zdrowotnymi borykał się ten człowiek. Hartung uważa, że św. Franciszek cierpiał na chorobę oczu zwaną jaglicą oraz malarię spowodowaną zarodźcem malarycznym i objawiającą się nawracającą co czwarty dzień gorączką malaryczną. Ta forma malarii atakuje wątrobę, śledzionę i żołądek, powodując intensywne bóle. Jednym z powikłań malarii, które występowało w czasach św. Franciszka, jest plamica, polegająca na powstawaniu na skórze krwawych wybroczyn. Takie skazy krwotoczne zwykle występują symetrycznie, więc ręce i nogi są nimi objęte w równym stopniu. Gdyby tak było w przypadku św. Franciszka, dotknięty byłby niezwykle dużymi wybroczynami. Jego skazy krwotoczne mogły być jednak przebite podczas pobytu na pustyni i dlatego wydawały się otwartymi ranami, podobnymi do ran ukrzyżowanego Chrystusa.

## Autentyczność stygmatów
Teolodzy chrześcijańscy wyliczają 5 kryteriów niezbędnych do uznania krwawych stygmatów za autentyczne:
- charakteryzujące się zmianą tkanki w miejscach, w których był zraniony Chrystus,
- pojawiają się nagle i spontanicznie,
- nie ropieją, nie gniją, często wydzielają słodki zapach przypominający woń kwiatów,
- stygmaty krwawią krwią tętniczą, nie goją się często przez tygodnie, a nawet lata,
- pozostają niezmienne nawet po zastosowaniu zabiegów medycznych.

W Polsce przypadkiem nieuznanych stygmatów są rany Katarzyny Szymon, śląskiej mistyczki i wizjonerki, której objawienia nie zostały uznane przez Kościół katolicki za zgodne z jego nauką.